# 1802年の相撲
1802年の相撲（1802ねんのすもう）は、1802年の相撲関係のできごとについて述べる。

## 興行
- 2月場所（江戸相撲）[1]
  - 興行場所:神田明神社内
  - 3月28日（旧2月25日）より晴天10日間興行
- 6月場所（大坂相撲）[1]
  - 興行場所:難波新地
  - 7月2日（旧6月3日）より興行
- 10月場所（大坂相撲）[1]
  - 興行場所:難波新地
  - 10月27日（旧10月1日）より興行
- 11月場所（江戸相撲）[2]
  - 興行場所:本所回向院
  - 12月7日（旧11月13日）より晴天10日間興行
- 上覧相撲[3]
  - 将軍徳川家斉上覧
  - 上覧場所:矢来御門内
  - 上覧日:12月28日（旧12月4日）
    - 11月場所を中断して開催した。